# Goodbye to You
Goodbye to You es una canción escrita por Per Gessle. Es el tercer track del lado A,  del álbum Pearls Of Passion del dúo sueco Roxette. 
Fue el segundo sencillo promocional del disco. Solamente fue lanzado en Suecia en diciembre de 1986, donde alcanzó el top 10. El lado B era "So Far Away", la cual también está incluida en el álbum Pearls Of Passion. No existe video para este sencillo.

## Lista de canciones
- Lado A

1. «Goodbye to You»

- Lado B

1. «So Far Away»

## Posición en las listas
El sencillo permaneció 4 semanas en el chart sueco desde el 3 de marzo de 1986 al 28 de enero de 1987.1 Alcanzó el #9 como máxima posición. 
| Listas (1986) | Posición |
| ------------- | -------- |
| Suecia        | 9        |

## Créditos
- Per Gessle - Voz y compositor
- Marie Fredriksson - Voz
- Clarence Öfwerman - Arreglos, producción y teclados
- Jonas Isacsson - Guitarra
- Pelle Alsing - Batería
- Tommy Cassemar - Bajo
- Mats Persson - Percusión
- Alar Suurna - Ingeniero jefe y remasterización
- Robert Wellerfors - Asistente de ingeniería